# Pioz
Pioz ist eine zentralspanische Kleinstadt und eine Gemeinde (municipio) mit 5.204 Einwohnern (Stand: 2024) in der Provinz Guadalajara in der Autonomen Region Kastilien-La Mancha.  Die Gemeinde gehörte zur dünnbesiedelten Region der Serranía Celtibérica; seit der Jahrtausendwende jedoch hat sie ein deutliches Bevölkerungswachstum erlebt. 

## Lage und Klima
Der knapp 875 m hoch gelegene Ort Pioz liegt im Norden des Südteils der Iberischen Hochebene (meseta) unmittelbar an der Grenze zur Autonomen Gemeinschaft Madrid. Die Provinzhauptstadt Guadalajara ist ca. 24 km (Fahrtstrecke) in südlicher Richtung entfernt; die spanische Hauptstadt Madrid befindet sich etwa 60 km westlich. Das Klima im Winter ist gemäßigt, im Sommer dagegen warm bis heiß; die eher geringen Niederschlagsmengen (ca. 415 mm/Jahr) fallen – mit Ausnahme der nahezu regenlosen Sommermonate – verteilt übers ganze Jahr.

## Bevölkerungsentwicklung
| Jahr      | 1857 | 1900 | 1950 | 2000 | 2019  |
| Einwohner | 344  | 345  | 352  | 431  | 4.052 |

Trotz der Mechanisierung der Landwirtschaft, der Aufgabe bäuerlicher Kleinbetriebe und des daraus resultierenden Verlusts von Arbeitsplätzen war die Einwohnerzahl der Gemeinde bis zum Ende des 20. Jahrhunderts weitgehend stabil. Die Nähe zum Großraum Madrid hat jedoch in den ersten Jahrzehnten des 21. Jahrhunderts zu einem enormen Wachstum der Bevölkerung geführt.

## Wirtschaft
Die Menschen früherer Jahrhunderte lebten hauptsächlich als Selbstversorger vom Ackerbau und von der Viehwirtschaft, deren haltbare Produkte (Käse, Wurst, Tierhäute und Wolle) bei fahrenden Händlern getauscht oder verkauft werden konnten. In einem neugeschaffenen Gewerbegebiet (poligono industrial) haben sich mehrere Kleinunternehmen angesiedelt.

## Geschichte
Kelten, Römer, Westgoten und selbst die Mauren hinterließen keine verwertbaren Spuren auf dem Gemeindegebiet. In der zweiten Hälfte des 11. Jahrhunderts wurden die Mauren durch die Armee König Alfons VI. von León wieder aus der Region vertrieben (reconquista). In der danach einsetzenden Zeit der Wiederbesiedlung (repoblación) des Gebiets durch Christen aus dem Norden und Süden der Iberischen Halbinsel entstand wohl auch der Ort, dessen Grundherrschaft (señorio) seit dem Jahr 1428 von Iñigo López de Mendoza, dem Marques de Santillana ausgeübt wurde und ab dem Jahr 1458 in den Händen von Pedro González de Mendoza († 1495), dem Kardinal und „Dritten König“ (Tercer Rey), aus dem Haus Mendoza lag.

## Sehenswürdigkeiten

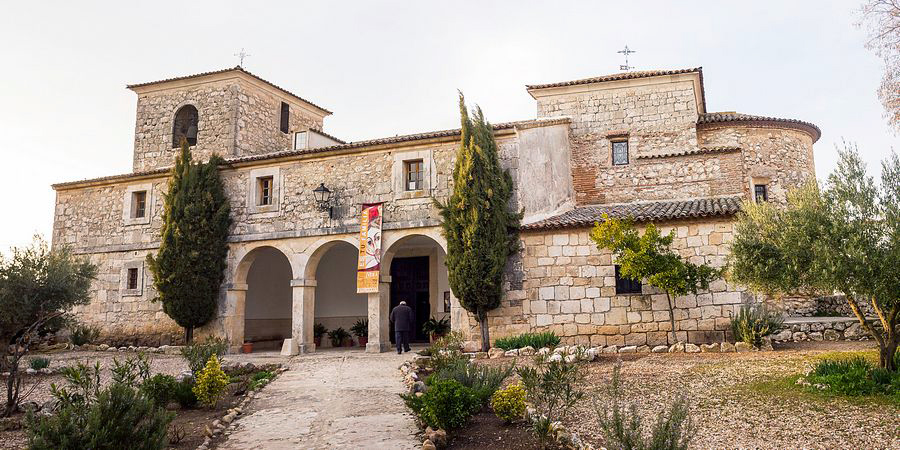
Pioz – Iglesia de San Sebastián

- Die Burg (castillo) wurde in der zweiten Hälfte des 15. Jahrhunderts vom letzten der beiden Mendozas und dessen Sohn Alvar Gómez erbaut. Es handelt sich um einen viertürmigen Bau auf quadratischem Grundriss mit einem umgebenden Zwinger und einem Wassergraben (foso).[6]
- Die Iglesia de San Sebastián entstand im 16. Jahrhundert als einschiffige Kirche; jedoch während der Bauzeit oder kurz danach wurde auf der Nordseite ein Seitenschiff angebaut. Das barock-klassizistische Altarretabel mit seinen gedrehten Säulen im Stil des Churriguerismus entstand im 17. oder frühen 18. Jahrhundert. Der in einer kleinen Kapelle stehende schmucklose Taufstein stammt wohl aus der romanischen Vorgängerkirche.[7]